# Walther Jervolino
Walther Jervolino (n. 1 martie 1944, Bondeno, Emilia-Romagna, Italia – d. 12 iulie 2012, San Mauro Torinese, Piemont, Italia) a fost un pictor italian cunoscut mai ales pentru operele sale suprarealiste.

## Viața timpurie și educația
Walther Jervolino s-a născut în 1944 în Bondeno, Italia, un mic sat de lângă Ferrara.
Numele său a fost un omagiu adus doctorului german care i-a salvat viața mamei sale în timpul nașterii acestuia. A studiat arta sub îndrumarea pictorilor italieni realiști precum Mario Calandri, și Giacomo Soffiantino, favorizând pictura în ulei și tehnicile de gravură.

## Cariera
Walther Jervolino și-a început cariera profesională în 1960 la Paris, Londra și în Milano, unde a trăit timp de mulți ani. Mai târziu, el și-a perfecționat tehnica în studioul Roman al lui Riccardo Tommasi Ferroni, unul dintre cei mai mari artiști italieni.
De atunci, Jervolino și-a răspândit conexiunile artistice cu țări din rândul Europei, și, de asemenea, a locuit pentru perioade lungi de timp în Statele Unite, unde a expus lucrările sale la Art Expo din New York, Miami și Los Angeles.

## Lucrări
Primele lucrări ale lui Walther Jervolino au fost profund influențate de stilul vizual al lui Giorgio De Chirico, Salvador Dali șiMax Ernst la care a adăugat mai tarziu stilurile medievale și renascentiste, ale unor mari nume, precum Hieronymus Bosch și Caravaggio. Tehnica sa, a derivat din ani de studiu personal de Renaissance materiale, culori și chimie, ametecate cu artă post-modernă, și a produs primele capodopere în 1980 precum "Gianduja și Giandujotto", "Moartea lui Pinocchio", "Colectorul" și "Turnul Babel".
Lucrarile sale au început să fie apreciate și în afara Europei. Cunoștea limba engleză la nivel fluent, și deși a trăit în Italia, unde locuia familia sa, a trăit și în  Statele Unite, unde erau expuse lucrările ale, primind recenzii pozitive în cadrul revistelor. 
În perioada sa mai înaintată, devenind mai precis și mai perfecționist în munca sa, Walther Jervolino și-a îmbunătățit tehnicile în gravură, și a început să experimenteze o tehnică în care figurinele sau caracterele păreau a prinde viață ca în timpul unui act artistic.
Ultimele sale lucrări, precum "Orașele invizibile", prezintă o reîntoarcere la mit și la primele sale lucrări suprarealiste de uleiuri pe pânză.
Cele mai multe dintre operele sale sunt expuse în galerii din Europa și Statele Unite.

## "Moartea lui Pinocchio"
Capodopera sa majoră rămâne "O posibilă moarte a lui Pinochio", un proiect pe care l-a desenat de-a lungul vieții sale. Fiind profund influențat de protagonistul romanului Aventurile lui Pinocchio, scris de Carlo Collodi în 1883, Jervolino a încercat să-și imagineze un destin diferit al lui Pinocchio, care, era vinovat de trădare față de tatăl său Geppetto, conform pictorului. Prin urmare, el a prezentat mai multe picturi în ulei pe pânză și gravuri imaginându-l pe  Pinocchio decapitat sau omorât cu săgeți. Călăul care îl execută întotdeauna pe Pinocchio prezintă caracteristicile pictorului însuși , înfățișând astfel o răzbunare personală a pictorului împotriva lui Pinocchio cel malefic. 